# Le Dieu noir et le Diable blond
Pour plus de détails, voir Fiche technique et Distribution.
Le Dieu noir et le Diable blond (Deus e o Diabo na Terra do Sol) est un film brésilien réalisé par Glauber Rocha, sorti en 1964.
En novembre 2015, le film figure à la 2e place de la liste établie par l'Association brésilienne des critiques de cinéma (Abraccine) des 100 meilleurs films brésiliens de tous les temps.

## Synopsis
L'œuvre met en scène un couple, Manuel et Rosa, bercé dans la misère des terres arides du Sertão. Désirant s'émanciper de leur situation accablante, Manuel tente de revendre deux vaches à son propriétaire, qui, profitant de la toute-puissance de sa condition, use de contraintes soumises au paysan dominé[pas clair], le conduisant à clore la transaction par le meurtre.
Contraint à fuir, Manuel espère trouver refuge et consolation dans les discours fanatiques de l'illuminé Sebastião, qui promet une île, terre de paradis où règnerait la justice lorsque « la terre et la mer se réuniront ». Mais l'infanticide perpétré sur un nourrisson, acte terrible et follement religieux, sous le regard de Rosa conduira celle-ci à poignarder le prédicateur, précédant l'illustre mercenaire Antônio das Mortes engagé par l'Église.[pas clair]
C'est alors auprès de Corisco, un « cangaceiro », bandit, pilleur et violeur, que Rosa et Manuel réclament asile. Tous[Qui ?] finiront assassinés - sauf Manuel et Rosa - par Antônio das Mortes, cette fois à la solde du gouvernement, qui conclura le film en affirmant la prédominance de l'Homme, et la nécessité de l'appartenance de ses terres, destituant le rôle du propriétaire[pas clair] avide de pouvoir, face aux hérésies exaltées, qu'elles proviennent d'un Dieu ou d'un Diable.

## Fiche technique
- Titre : Le Dieu noir et le Diable blond
- Titre original : Deus e o Diabo na Terra do Sol
- Réalisation : Glauber Rocha
- Scénario : Glauber Rocha
- Costumes : Paulo Gil Soares
- Photographie : Waldemar Lima
- Montage : Rafael Justo Valverde
- Musique : Sérgio Ricardo
- Société de production : Luiz Augusto Mendes, Glauber Rocha, Jarbas Barbosa, Luiz Paulino Dos santos(non crédité)
- Pays d'origine : Brésil
- Langue : portugais
- Format : Noir et blanc - 1,33:1 - Mono - 35 mm
- Genre : Aventure, drame
- Durée : 115 minutes
- Date de sortie : 1964

## Distribution
- Geraldo Del Rey : Manuel
- Yoná Magalhães : Rosa
- Othon Bastos : Corisco
- Maurício do Valle : Antônio das Mortes
- Lidio Silva : Sebastião
- Sonia Dos Humildes : Dadá
- João Gama : Priest
- Antônio Pinto : Colonel
- Milton Rosa : Moraes

## Autour du film
« Le cinéma novo existe, il est une réponse créatrice, une pratique active dans un pays riche en possibilité et en équivoques »

— Glauber Rocha, Positif, 1968

« L'histoire du Brésil c'est l'histoire de sa musique, tout brésilien est un musicien né »

— Glauber Rocha, Positif, 1968

## Distinctions
- Nomination au Festival de Cannes 1964.